# Tahir Alagić
Tahir Alagić (Sanski Most, 13. listopada 1898. – Zagreb, kolovoz 1948.), bio je hrvatski časnik.

## Životopis
Tahir Alagić rođen je u Sanskom Mostu, 1898. godine, u Austro-Ugarskoj. Bio je časnik Nezavisne Države Hrvatske, kasnije mobiliziran na Istočno bojište gdje je bio časnik 369. pojačane pješačke pukovnije. Prima brojna odličja. Pred kraj Drugoga svjetskog rata, povlači svoje trupe i odlazi u emigraciju. U akciji pod vodstvom Božidara Kavrana sa šesnaestom skupinom 4. lipnja 1948. godine upada u Jugoslaviju i istoga dana pada u Udbinu zamku te biva uhićen. Svrha akcije bila je dizanje ustanka na području Hrvatske i Bosne i Hercegovine s ciljem stvaranja nezavisne Hrvatske u granicama NDH s cjelokupnom Dalmacijom i Istrom, te Baranjom. Akcija je bila poznata pod nazivom Deseti travanj. Alagić je bio suđen zajedno s 92 svoja suborca. Suđenja su bila pred Vrhovnim sudom NR Hrvatske u Zagrebu, sa stankama, od 10. do 27. kolovoza, 28. kolovoza, 30. kolovoza, 1. rujna i 3. rujna 1948. godine. ↓1 Osuđen je na smrt strijeljanjem, trajni gubitak svih građanskih prava i konfiskaciju cjelokupne imovine, a pogubljen je u kolovozu 1948. godine.

## Odličja

### Hrvatska odličja
- Velika srebrna kolajna poglavnika Ante Pavelića za hrabrost
- Vojnički red željeznog trolista 4. stupnja s hrastovim grančicama
- Vojnički red željeznog trolista 4. stupnja
- Ranjenička kolajna
- Znak Hrvatske legije

### Njemačka odličja
- Željezni križ 1. stupnja
- Napadački znak
- Ranjenički znak
- Istočnobojišna medalja